# مشیریفه
مشیریفه یک منطقهٔ مسکونی در اردن است که در استان امان واقع شده‌است.